# Jean Chastel
Jean Chastel (La Besseyre-Saint-Mary, 31 marzo 1708 – La Besseyre-Saint-Mary, 6 marzo 1789) è stato un francese noto per aver ucciso la Bestia del Gévaudan il 19 giugno 1767 a Mont Mouchet.

## Biografia
Di mestiere era agricoltore e oste.
Del figlio di Chastel, Antoine, è stato detto che possedesse delle iene, animali con corrispondenze alla descrizione della bestia, nel suo serraglio.

## Nella cultura di massa
- Chastel appare come un personaggio nel film Il patto dei lupi.
- Chastel è anche un personaggio del romanzo Hunting Ground di Patricia Briggs. Nel libro Chastel è un lupo mannaro: è lui in realtà la Bestia del Gévaudan. Dopo essere stato minacciato dai Marrok, però, smette di dare apertamente la caccia agli uomini e si prende il merito della scomparsa del mostro. Continua però a cacciare donne e bambini, ma lo fa in maniera più sottile.
- Gli è dedicato un monumento a La Besseyre-Saint-Mary.[1]